# インター4
インター4（いんたーふぉー）は自転車部品メーカーシマノが過去に製造していた自転車用変速機である。

## 構造
ハブシェル内蔵式の内装変速機の一種である。
インター4は、シマノ社の内装変速機の基本機種であるインター3が１セットの遊星歯車機構から3段階の変速比を得ているのに対し、2セットの遊星歯車機構を組み合わせることによって4段階の変速比を持つ。
一般的なラチェット機構に代えて、スプラグ式ワンウェイクラッチ（シマノ社ではこれをサイレントクラッチと称している）を使用している。

## 特徴
インター4の最大の特徴は4段階の変速比を持つことにあるが、それは単にインター3よりも1段増えたというだけのことでは無く、街乗りにおいて乗員にストレスを感じさせないステップ比を持っていることに真価がある。インター4のローギヤとトップギヤの比率は、実はインター3のそれとほとんど差が無い。したがって1段増えたといっても、上り坂でより楽になるわけでもなく、よりスピードが出せるわけでもない。しかし同じ幅を持つ変速範囲を3分割から4分割へと細かく分けることで、自然で違和感の無い変速の「つながり」を得ることに成功している。インター3では「1速では軽すぎるが2速では重すぎる」「2速では軽すぎるが3速では重すぎる」といった状況に遭遇しストレスを感じることがあるが、インター4ではそうしたことが少なくなるのである。しかしこの特徴は日本市場では消費者に充分に理解されず、価格の高さもあって普及率はいまひとつ高まらなかった。いっぽう、自転車や機械装置に対する理解のふかい欧州のサイクリストには好評を持って受け入れられた。やがてより幅広い状況に対応できるインター7やその後継機種であるインター8にその役割を譲り、製造は終了している。
通常の自転車はフリー機構を備えるが、これは内装変速機においても同様であり、むしろ小型軽量な変速機構を実現するうえで不可欠な物でもある。一般的にはフリーにはラチェット機構が用いられ、ラチェットには大なり小なり「カチカチ」という作動音が伴うものであるが、インター4ではスプラグ式ワンウェイクラッチ（サイレントクラッチ）を使用しているため、作動音が事実上ゼロである。これは同時代の上位機種であるインター7にも無い特徴である。
シマノ社製のハブブレーキであるローラーブレーキを組み付けるためのスプライン継手のみを備え、旧来のバンドブレーキとその互換ブレーキであるサーボブレーキ等を使用できるタイプは存在しない。（リムブレーキと組み合わせる場合は、スプラインと左ハブベアリングを保護するための樹脂製防水キャップユニットを装着する。）
インター3は後輪車軸の一端にベルクランクユニットを介してシフトワイヤーが付くが、インター4ではリアエンド内側にジョイントユニットが収まり、外側への突起物が無い。（これはインター7やインター8も同様である）
インター4は1速が１対1の直結となっているため、2速が直結であるインター3よりも歯数の多い大径のスプロケットを使用して総減速比を調整している。

## 中途から追加された特徴
後期型のインター4には「おどロック」という機能が付いているものが加わり、以降日本市場ではほとんどがこのタイプとなった。これは変速機部分をロックし、強制的に車輪を動かなくする機能である。シマノでは「無理に走らせると、ガリガリとすごい音がするので泥棒も持って行けない。」というようなコピーで宣伝をしていたが、あくまで手元で簡単に簡易的な施錠ができるというものであり、ある方法で容易に無効化させることも可能であるため、後輪錠やチェーンの併用は欠かせない。
また、これに合わせて専用の変速シフターが製作され、レボシフト式シフターにP（パーキング・後輪変速機部分を固定する）ポジションが追加された。これには鍵穴が付き、鍵を操作しなければPポジションへはシフトできない。
なお、おどロック付きインター4に、旧型のおどロック無し用シフターを組み合わせる事は禁止されている。旧型シフターは内部部品をインター7用シフターと共用しているため7段のポジションがあり、走行中に誤ってPポジションにシフトしてしまう可能性が高く、事故が発生する恐れがあるためである。

## バリエーション

### 変速方法のバリエーション
自動変速のオートDタイプがあった。センサーとマイクロコンピューターで制御されるモーターユニットと組み合わされた物で、変速機本体に変更は無い。当初は操作部の無い単機能の自動変速であったが、幾度かの改良により「モード切り替えやマニュアル操作が可能」「ギヤポジションや走行速度を表示する液晶ディスプレイを持つ」「おどロックを暗証番号で操作でき、防犯性も手動式より高い」などの機能が追加された。
操作部の概要は下記の通り。
操作部がないタイプは下記Dモード固定での走行となる。Pポジション以外でも停車後数分経過すると、節電のため液晶表示が消える。
P
Parking（駐車）の頭文字。走行中に後輪がロックして転倒するのを防ぐため、Pには「Pボタン」を押しながらつまみを捻るようになっている。
PからD・Ds・手動に切り替える場合はボタンを押さずに捻ることが可能。しかし、下記シフトボタンで暗証番号を入力しないと、おどロックを解除して走行することはできない。
おどロックはPにすると一定時間経過後に自動で作動する（施錠時に暗証番号の入力は不要）。
D
Drive（通常走行）の頭文字。おおむね、12km/h-16km/h-20km/hで自動変速する。
Ds
Drive sports（高速走行）の頭文字。Dよりも約2km/h低い速度で自動変速するため、重いギアでグイグイ漕ぐことができる。
手動
手動変速することができるモード。海外向けの商品ではM（Manual）と表記される。D・Dsのままでは、シフトボタンを押しても手動変速することはできない。四輪車ATのマニュアルモードとは異なり、停車しても自動で1速には戻らない。
シフトボタン
上向きと下向きの三角形のボタン。手動変速やおどロックの暗証番号入力に使う。
液晶部分
2桁表示。速度・入力した暗証番号・手動変速時の段数が表示される。変速時に鳴動する赤色LED・ブザーを擁する。

### 駆動方式・ブレーキ方式のバリエーション
通常のチェーン駆動タイプの他に、歯付ベルトを使用したベルトドライブ の物があった。
主に欧米市場向けにコースターブレーキを内蔵した物もあったが、これは日本国内では滅多に見られない。このタイプにはローラーブレーキは組み合わせられない。